# 野缕网蛛
野缕网蛛（学名：Psechrus torvus）为缕网蛛科缕网蛛属的动物。分布于印度、斯里兰卡、台湾岛等地。